# Mathiang Anyoor
Mathiang Anyoor (Mathiang Anyur, dt.: „Braune Planierraupe“), oder Dot Ke Beny (dt. „Rettet den Präsidenten“) ist eine Miliz von Dinka im Südsudan. Ursprünglich handelte es sich um eine ad-hoc-Freiwilligentruppe, welche 2012 gegründet wurde. Sie entwickelte sich zu einer Privatarmee um Präsident Salva Kiir Mayardit und den Armeechief Paul Malong Awan zu schützen. Die Streitkräfte des Südsudan (SPLA) betrachten die Truppe jedoch als reguläres Battalion. Ein großer Teil ethnisch motivierter Gewalt gegen nicht-Dinkas im Südsudanesischen Bürgerkrieg wird dieser Miliz zugeschrieben. 

## Geschichte
Mathiang Anyoor wurde als Freiwilligen-Miliz von Präsident Kiir ins Leben gerufen als Antwort auf die Heglig-Krise 2012, als Südsudan und Sudan um die ölreichen Gebiete um Heglig kämpften. Die Miliz setzte sich vor allem aus Einwohnern der Region Bahr al-Ghazal zusammen und wurde aufgestellt um die SPLA während der Krise zu unterstützen. Als die Kämpfe um Heglig endeten wurde Mathiang Anyoor jedoch nicht aufgelöst. Die Einheit entwickelte sich zu einer Privatarmee, welche dem Präsidenten und seinen inneren Kreis beschützen. Als der Konflikt zwischen dem Präsidenten und Vizepräsident Riek Machar 2013 an Intensität zunahm, wurden Mobilisierung und Training der Mathiang Anyoor beschleunigt. An diesem Punkt zählte die Miliz bereits mehrere tausend Kämpfer. Am 9. Dezember 2013 unternahmen Presidential Guard und Mathiang Anyoor angeblich eine Aufklärungsmission in der Hauptstadt Juba, vermutlich um Nuer-Bevölkerungsschwerpunkte in der Stadt ausfindig zu machen. Sechs Tage später brach der Bürgerkrieg zwischen Kiir und Machar aus. Mathiang Anyoor griff sofort Machars Truppen an, aber begann auch mit Anti-Nuer Pogromen, in deren Verlauf mehr als 200 Menschen in Juba getötet wurde. Ein großer Teil der ethnische motivierten Gewaltausbrüche (Equatorian-Dinka Fighting) um Yei nach den zweiten Gefechten in Juba 2016 werden Mathiang Anyoor zugeschrieben. Im April 2017 griffen Mathiang Anoor unter General Thayip Gatluak Wau an. Sie verfolgten vor allem Angehörige der Jur und Fertit und töteten mindestens 18 Personen.
Es heißt, nachdem Paul Malong Awan 2017 seine Macht verlor, hätten sich ganze Einheiten der Mathiang Anyoor aus Protest von den Kämpfen gegen die Rebellen zurückgezogen, vor allem in der Region Upper Nile. Der neue Armee-Chief James Ajonga Mawut konnte in der Folge einige der Gruppen überzeugen, den Kampf gegen die Rebellen wieder aufzunehmen. Einige Gruppen der Mathiang Anyoor wurden auf Malongs Befehl hin nach Aweil verlegt. Beobachter spekulierten, dass diese Milizen in Aweil sich später einer neuen Rebellentruppe, der South Sudan Patriotic Army anschlossen.
Mitglieder der Mathiang Anoor haben zudem illegal Waffen von der Ethiopian Unity Patriots Front, einer ehemaligen äthiopischen Rebellengruppe erworben. Dadurch gibt es Verbindungen zu Kiirs Regierung.